# オレグ・マイセンベルク
オレグ・ヨシフォヴィチ・マイセンベルク（ロシア語: Олег Иосифович Майзенберг, ラテン文字転写: Oleg Iossifowitsch Maisenberg、1945年4月29日 - ）は、ウクライナ出身のピアニスト。

## 経歴
オデッサのユダヤ系の家庭に生まれる。5歳で母親からピアノの手ほどきを受け、キシネフ中央音楽学校ならびにモスクワのグネーシン音楽学校に学ぶ。1967年にウィーン国際シューベルト・コンクールに準優勝し、同年ウィーンの20世紀音楽コンクールで優勝する。1971年から1980年まで定期的に、モスクワ・フィルハーモニー管弦楽団などのソ連国内の著名なオーケストラと共演する。
1981年にソ連を脱出してウィーンに亡命、この地を第二の故郷と定める。
多くの時間を室内楽の演奏や歌曲の伴奏に割き、ヘルマン・プライ、ロベルト・ホル、ハインツ・ホリガー、ザビーネ・マイヤー、アンドラーシュ・シフ、カプソン兄弟（ルノーとゴーチエ）らと共演する。一方で、ギドン・クレーメルとの協力関係はロシア時代からのものであった。
ザルツブルク音楽祭、ロッケンハウス音楽祭、ルツェルン音楽祭、エジンバラ音楽祭、モスクワ・スヴャトスラフ・リヒテル音楽祭など、世界中のさまざまな音楽祭にも参加しており、また世界各地でリサイタルを開いている。
レパートリーは幅広く、シューベルトやシューマン、リストといったドイツ・ロマン派音楽や、スクリャービンやラフマニノフといったロシア音楽、ストラヴィンスキーや新ウィーン楽派、ミヨーといった近代・現代音楽を得意とする。レパートリーはすべての時代を踏破しているが、マイセンベルクはロマン派音楽に著しい偏愛を示している。
1985年からシュトゥットガルト高等音楽学校のピアノ科教授を務め、1998年にはウィーン音楽大学ピアノ科教授に転任した。世界各地でマスタークラスを開催しつつ、（チューリッヒ・ゲザ・アンダ国際コンクール、ヴヴェー・クララ・ハスキル国際コンクールなど）数々の世界的なコンクールで審査員を務めている。1995年にウィーン・コンツェルトハウス協会より名誉会員に選ばれた。

## 共演者

### オーケストラ
- イスラエル・フィルハーモニー管弦楽団
- フィラデルフィア管弦楽団
- ロンドン交響楽団
- ウィーン交響楽団
- ベルリン・フィルハーモニー管弦楽団
- カメラータ・ザルツブルク

### 室内楽団
- オルフェウス室内管弦楽団
- ブレーメン・ドイツ室内フィルハーモニー
- リトアニア室内管弦楽団

### 指揮者
- クリストフ・フォン・ドホナーニ
- ズービン・メータ
- ユージン・オーマンディ
- ヘルベルト・ブロムシュテット
- スタニスワフ・スクロヴァチェフスキ
- ネーメ・ヤルヴィ
- ラファエル・フリューベック・デ・ブルゴス
- ジョルジュ・プレートル
- アラン・ロンバール
- ミシェル・プラッソン
- ニコラウス・アーノンクール
- ウラジミール・フェドセーエフ
- エサ＝ペッカ・サロネン